# 駱士弘
駱士弘（15世紀—16世紀），號丫山，廣東廣州府南海縣駱村人，明朝經學家。

## 生平
駱士弘年幼讀書英敏，有宏大志向，弘治八年（1495年）中舉人，正德九年（1514年）成進士，卻沒有參與授官，回鄉繼續鑽研五經，尤其熟練《春秋》，寫下《春秋地輿攷》、《春秋大義補》兩本書，晚年喜好吟詠，有「惟於世外開青眼，懶為兒曹折此腰。」的句子傳世。雖然他隱居鄉村，但朝廷公卿都前來慕道，人稱師表，留下遺著《丫山詩討草》膾炙一時，又和游應韶、黃希尹、梁焯、霍韜、鄧賁齋、吳明尹、甘盥合稱飲中八仙。

## 亲属
駱士弘有子駱一峰，授西洭營參將。

## 引用
1. 1 2  民國《花縣志·卷九·人物志》：駱士弘，號丫山，縣屬駱村人，幼讀書英敏壯志宏大，中弘治乙卯鄉試，正德甲戌會試進士，是科會元霍韜為鄉鄰媲美，惟公見明政不綱不願仕進，居恒嗜詩禮，通群經大義，尤達於春秋，著為《春秋地輿攷》、《春秋大義補》，晚耽吟詠，有「惟於世外開青眼，懶為兒曹折此腰。」之句，世傳為雅談。時雖隱居鄉曲，而名動公卿，士從遠方慕道而來者日集於門，成就日眾，海內稱人師焉，遺著有《丫山詩討草》膾炙人口，如赴窰題贈游應韶君，絕句「人間快活是神仙，放下犂鋤看簡編，新釀甕頭原酒熟，一瓢沈醉曲肱眠」，可知公生平志趣矣。世傳公與游應韶、黃希尹、佛山參政梁曰孚、會元霍韜、萊人鄧賁齋、翰林吳明尹、儒生甘盥為金溪觴詠之，游人以比飲中八仙歌云，公生子一峰，官授西洭營參將，時嘉靖四年乙酉也。